# Derby Merseyside
Trận Derby vùng Merseyside là cuộc đối đầu giữa hai đội bóng là Liverpool và Everton, hai câu lạc bộ lớn từ Liverpool, Merseyside, Anh. Đây là trận derby lớn và tồn tại lâu nhất ở hạng đấu bóng đá cao nhất của Anh, khi nó liên tục được diễn ra kể từ mùa giải 1962–63. Sự cạnh tranh giữa hai đội bóng phần nào xuất phát từ việc dùng chung sân Stanley Park, về sau Everton lấy Goodison Park làm sân nhà và Liverpool tại Anfield.
Theo truyền thống, trận derby Merseyside được gọi là "trận derby thân thiện" vì số lượng lớn các gia đình có cả những người là cổ động viên Liverpool và Everton. Đây là một trong số ít những trận đấu mà không phân biệt sự ủng hộ của các fan về phía nào. Kể từ giữa những năm 1980, sự cạnh tranh đã tăng lên; và kể từ khi thành lập Premier League, cặp đấu này đã có nhiều thẻ đỏ hơn bất kỳ trận đấu nào khác.

## Thống kê

### Tổng số trận đã đấu
Số liệu tính tới ngày 24 tháng 4 năm 2024
| Giải đấu                        | Đã chơi | Liverpool | Hòa | Everton | Số bàn của LIV | Số bàn của EVE |
| ------------------------------- | ------- | --------- | --- | ------- | -------------- | -------------- |
| Giải bóng đá hạng nhất Anh (cũ) | 146     | 54        | 44  | 48      | 203            | 181            |
| Premier League                  | 64      | 28        | 25  | 11      | 89             | 55             |
| Cúp FA                          | 25      | 12        | 6   | 7       | 40             | 28             |
| Cúp Liên đoàn bóng đá Anh       | 4       | 2         | 1   | 1       | 2              | 1              |
| Siêu cúp Anh                    | 3       | 1         | 1   | 1       | 2              | 2              |
| Football League Super Cup       | 2       | 2         | 0   | 0       | 7              | 2              |
| Tổng                            | 244     | 99        | 77  | 68      | 343            | 269            |

### Những trận có đông người đến xem
| Thứ | Ngày       | SVĐ           | Kết Quả               | CĐV    |
| --- | ---------- | ------------- | --------------------- | ------ |
| 1   | 18.9.1948  | Goodison Park | Everton 1–1 Liverpool | 78,299 |
| 2   | 22.9.1962  | Goodison Park | Everton 2–2 Liverpool | 72,488 |
| 3   | 16.9.1950  | Goodison Park | Everton 1–3 Liverpool | 71,150 |
| 4   | 27.8.1949  | Goodison Park | Everton 0–0 Liverpool | 70,812 |
| 5   | 27.9.1947  | Goodison Park | Everton 0–3 Liverpool | 66,776 |
| 6   | 8.2.1964   | Goodison Park | Everton 3–1 Liverpool | 66,515 |
| 7   | 15.10.1927 | Goodison Park | Everton 1–1 Liverpool | 65,729 |
| 8   | 12.4.1965  | Goodison Park | Everton 2–1 Liverpool | 65,402 |
| 9   | 1.10.1938  | Goodison Park | Everton 2–1 Liverpool | 64,977 |
| 10  | 3.2.1968   | Goodison Park | Everton 1–0 Liverpool | 64,482 |